# Сілванус Нжамбарі
Сілванус Нжамбарі (англ. Silvanus Njambari, 28 серпня 1974 — 11 січня 2003) — намібійський футболіст, що грав на позиції захисника.
Виступав, зокрема, за клуби «Ліверпуль» (Окаханджа) та «Блек Африка», а також національну збірну Намібії.

## Клубна кар'єра
У дорослому футболі дебютував 1993 року виступами за команду клубу «Ліверпуль» (Окаханджа), в якій провів три сезони. 
У 1997 році перейшов до клубу «Блек Африка», за який відіграв 6 сезонів. Завершив професійну кар'єру футболіста виступами за команду «Блек Африка» у 2003 році.

## Виступи за збірну
У 1998 році дебютував в офіційних матчах у складі національної збірної Намібії. Протягом кар'єри у національній команді, яка тривала 4 роки, провів у її формі 7 матчів.
У складі збірної був учасником Кубка африканських націй 1998 року у Буркіна Фасо.
Помер 11 січня 2003 року на 29-му році життя.